# Viaduc Salvatore Ruiz
Le viaduc Salvatore Ruiz (en italien viadotto Salvatore Ruiz) est un pont en poutre-caisson à hauteur variable autoroutier de l'A2 situé à proximité de Altilia, en Calabre (Italie).

## Histoire
Nommé d'après le planificateur de l'autoroute A3, le viaduc Salvatore Ruiz traverse un profond ravin plongeant dans le canyon du fleuve Savuto. L'ouvrage est formé de deux viaducs distincts permettant les deux sens de circulation de l'autoroute ; décalés l'un de l'autre, la structure en direction sud s'étend 6 mètres plus haut que la travée en direction nord. La dense forêt aplombant le viaduc masque la hauteur réelle de l'ouvrage, d'une hauteur libre de 90 mètres.
Contrairement aux nombreux ouvrages de l’autoroute, le viaduc n'a pas fait l'objet de rénovation et ne possède toujours pas de bande d'arrêt d'urgence.
Juste au nord se trouve le viaduc Stupino, le plus haut pont à poutres en béton de l'autoroute A2. Les deux ouvrages sont séparés par le tunnel Ogliara de 365 mètres.